# پینگوو
پینگوو (به لاتین: Pingwu County) یک شهرستان در جمهوری خلق چین است که در میانیانگ واقع شده‌است.

## خصوصیات
پینگوو ۵٬۹۵۹٫۷۱ کیلومترمربع مساحت و ۱۹۰٬۰۰۰ نفر جمعیت دارد.